# سرین‌کویو (هاناک)
سرین‌کویو (به ترکی استانبولی: Serinkuyu) یک منطقهٔ مسکونی در ترکیه است که در هاناک واقع شده‌است.